# 노무라 무쓰히코
노무라 무쓰히코(일본어: 野村 六彦, 1940년 2월 10일 ~ )는 일본의 은퇴한 축구 선수이다. 히타치에서 활동하였다.